# Linognathus pithodes
Linognathus pithodes är en insektsart som beskrevs av Carlos Emmons Cummings 1916. Linognathus pithodes ingår i släktet Linognathus och familjen nötlöss. Inga underarter finns listade i Catalogue of Life.